# 井出明
井出 明（いで あきら、1968年 - ）は、観光学者、金沢大学国際基幹教育院教授。京都大学博士（情報学）。

## 人物
長野県生まれ。京都大学経済学部卒、同大学院法学研究科修士課程修了、同大学院情報学研究科博士後期課程修了。
東海大学・大阪経済法科大学で教えた後、近畿大学で助教授に採用される。首都大学東京に准教授として採用されて観光学を取り扱うようになるが、オリンピックに懐疑的であったため不遇をかこち、追手門学院大学教授に移籍。さらにその後、観光学に力を入れている金沢大学に移籍した。
2001年に小樽商科大学の100周年記念事業で開催された国際シンポジウムで、「アイヌの問題、囚人労働、終戦直前に朝鮮の人にインフラをつくってもらったこと、樺太からの引き揚げなどの悲惨な側面も観光資源にできるという講演をしたら、ニュージーランドから来ていた先生に『あなたのやっていることはダークツーリズムと呼ばれていて、現在ヨーロッパで盛んに研究されている』」と言われ、これを機に、ダークツーリズムと関わりを持つようになる。
社会情報学とダークツーリズムの手法を用いて、東日本大震災後の観光の現状と復興に関する研究などを行っている。

## 著作
- 『ダークツーリズム 悲しみの記憶を巡る旅』幻冬舎、2018年7月。ISBN 978-4344985070。
- 『ダークツーリズム拡張 ─近代の再構築』美術出版社、2018年7月。ISBN 978-4568506365。
- 『悲劇の世界遺産 ダークツーリズムから見た世界』文藝春秋社、2021年5月。ISBN 978-4166613137。